# Berg (Stadtmitte)
Berg, später auch Laurentiusberg genannt, war ein Ortsteil im heutigen Stadtteil Stadtmitte der Stadt Bergisch Gladbach im Rheinisch-Bergischen Kreis.

## Lage und Beschreibung
Die alte Hofschaft Berg (ma. om Berch) lag an der Ecke der heutigen Laurentiusstraße und Odenthalertraße und das Gebiet der Hornstraße entlang. Dort stand unter anderem das 1811 von Steffen Will erbaute Wirtshaus Zum neuen Haus bzw. später Zum löstijen Dreck.

## Geschichte
Die Hofschaft wurde 1666 erwähnt. Ab 1889 wurde sie auch Laurentiusberg genannt.
Aus Carl Friedrich von Wiebekings Charte des Herzogthums Berg 1789 geht hervor, dass Berg zu dieser Zeit Teil der Honschaft Gladbach im gleichnamigen Kirchspiel war.
Unter der französischen Verwaltung zwischen 1806 und 1813 wurde das Amt Porz aufgelöst und Berg wurde politisch der Mairie Gladbach im Kanton Bensberg zugeordnet. 1816 wandelten die Preußen die Mairie zur Bürgermeisterei Gladbach im Kreis Mülheim am Rhein. Mit der Rheinischen Städteordnung wurde Gladbach 1856 Stadt, die dann 1863 den Zusatz Bergisch bekam. Berg war Teil der Pfarrgemeinde Gladbach.
Der Ort ist auf der Topographischen Aufnahme der Rheinlande von 1824 und auf der Preußischen Uraufnahme von 1840 ohne Namen verzeichnet. Ab der Preußischen Neuaufnahme von 1892 ist er auf Messtischblättern bis 1938 regelmäßig als Berg verzeichnet. In späteren Karten ist der Ortsteil nicht mehr namentlich benannt.
| Jahr | Einwohner | Wohn- gebäude | Kategorie |
| ---- | --------- | ------------- | --------- |
| 1822 | 25        |               | Hofstelle |
| 1830 | 36        |               | Hofstelle |
| 1845 | 27        | 5             | Hofstelle |
| 1871 | 65        | 9             | Hofstelle |
| 1885 | 31        | 6             | Wohnplatz |